# Vlag van het Westland
De Westlandse vlag is de vlag van het Westland. De vlag heeft verschillende banen met de kleuren lichtgroen en wit. De banen zijn gekarteld, zodat ze lijken op de vorm van de kassen, die veel in het Westland (de glazen stad) voorkomen. Het groen staat dan ook voor de planten die er veelvuldig gekweekt worden, en het wit voor de kassen zelf. De onderkant van het wapen van de gemeente Westland vertoont hetzelfde patroon met wit en groen.
De vlag is opgenomen in het vlaggenregister van de Hoge Raad van Adel, die op 3 maart 1987 instemming heeft verleend. Vaststelling vond plaats op 29 januari 1987.